# Ormenis incerta
Ormenis incerta är en insektsart som först beskrevs av Walker 1851.  Ormenis incerta ingår i släktet Ormenis och familjen Flatidae. Inga underarter finns listade i Catalogue of Life.